# Martina Bittnerová
Martina Bittnerová (* 8. října 1975 Nové Město na Moravě) je česká spisovatelka a lektorka.
Spoluzaložila nezávislý kulturně-společenský Webmagazín Rozhledna, který vedla šest let. Zúčastnila se několika literárních soutěží pro neprofesionály, kde obdržela v roce 2012 literární ocenění Česká kniha. Byla členkou Klubu mladých autorů při Západočeském středisku spisovatelů. Věnovala se i pořádání literárně-hudebních akcí. Žije ve Velvarech a věnuje se literární tvorbě, publicistice, přednáškové činnosti a volnočasové pedagogice. Dlouhodobě se zajímá o literární historii s výraznou orientací na české osobnosti 19. století, literární historii, dějiny literatury či dějiny národního obrození. Napsala také sérii článků o působení pedofilní sekty Dětí Božích (a jejích krycích organizací EEM a C4C) v České republice.

## Dílo